# Pilosa
I Pelosi (Pilosa, Flower 1883) sono un ordine di mammiferi, i cui rappresentanti attuali sono i bradipi e i formichieri. Questi animali fanno parte del superordine degli xenartri, che include anche l'ordine dei cingolati (Cingulata), ovvero gli armadilli. I pelosi sono diffusi essenzialmente in Sudamerica e in alcune parti dell'America Centrale. Una delle caratteristiche principali che accomuna tutti i rappresentanti dei pelosi è quella di possedere lunghissimi e robusti unghioni, la cui funzione varia a seconda delle specie: i bradipi li usano per aggrapparsi ai rami su cui vivono, mentre i formichieri li usano per distruggere i termitai dove trovano il loro cibo, e occasionalmente anche come strumento di difesa.

## Sistematica
- Sottordine Vermilingua
  - Famiglia Cyclopedidae
    - Genere Cyclopes
      - Cyclopes didactylus - formichiere nano

  - Famiglia Myrmecophagidae
    - Genere Myrmecophaga
      - Myrmecophaga tridactyla - formichiere gigante

    - Genere Tamandua
      - Tamandua mexicana - tamandua del Messico
      - Tamandua tetradactyla - tamandua tetradattilo
- Sottordine Folivora
  - Famiglia Megalonychidae
    - Genere Choloepus
      - Choloepus didactylus - bradipo didattilo
      - Choloepus hoffmanni - colepo di Hoffmann

  - Famiglia Bradypodidae
    - Genere Bradypus
      - Bradypus variegatus - bradipo variegato
      - Bradypus tridactylus - bradipo tridattilo
      - Bradypus pygmaeus - bradipo pigmeo
      - Bradypus torquatus - bradipo dal cappuccio

  - Famiglia Rathymotheriidae†
  - Famiglia Scelidotheriidae†
  - Famiglia Mylodontidae†
  - Famiglia Orophodontidae†
  - Famiglia Megatheriidae†

## Evoluzione
I vermilingui includono gli attuali formichieri e poche specie fossili. Il sottordine dei folivori, che attualmente è rappresentato dai bradipi didattili, e dai bradipi tridattili, nel corso del Cenozoico era decisamente più diversificato e includeva forme come i bradipi terricoli, enormi animali lunghi anche sei metri, il cui rappresentante più noto è senza dubbio il Megatherium.

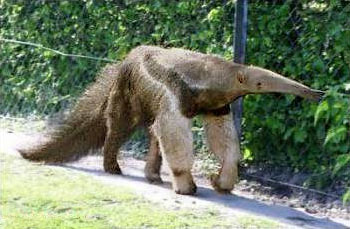
Formichiere gigante (Myrmecophaga tridactyla)